# Tiumeń (piłka siatkowa)
Tiumeń (ros. ВК «Тюмень») — rosyjski męski klub siatkarski pochodzący z Tiumeni.
Drużyna została utworzona w 2009 roku i zajęła miejsce Jugry Samotłor Niżniewartowsk w Superlidze, która postanowiła grać w niższej lidze z uwagi na problemy finansowe.

## Bilans sezon po sezonie
| Sezon     | Liga              | Miejsce | Mecze (Z-P) | Mecze (Z-P) | Puchary |
| --------- | ----------------- | ------- | ----------- | ----------- | ------- |
| 2009/2010 | Superliga         | 12.     | 34          | 5-29        |         |
| 2010/2011 | Wysszaja liga "A" | 6.      | 44          | 23-21       |         |
| 2011/2012 | Wysszaja liga "A" | 8.      | 44          | 18-26       |         |
| 2012/2013 | Wysszaja liga "A" | 1.      | 44          | 33-11       |         |
| 2013/2014 | Superliga         | 14.     | 22          | 5-17        |         |

Poziom rozgrywek:
     najwyższy ogólnokrajowy
     drugi